# Estadio Arlonagusia
Campo de fútbol de Arlonagusia ligger i Staden Lemoa (Lemona på spanska) i provinsen Vizcaya, och är hemmaplan för SD Lemona i spanska Segunda Division B. Arenan invigdes 1923 vilket är samma år som klubben bildades.
Gräsplanen är 101x63,5 meter och läktarna kan ta emot 5 000 åskådare.